# Daihiniodes
Daihiniodes är ett släkte av insekter. Daihiniodes ingår i familjen grottvårtbitare.
Kladogram enligt Catalogue of Life:
| Daihiniodes | \| \| Daihiniodes hastifera \| \| \| \| \| \| Daihiniodes larvale \| \| \| \| |
|             | \| \| Daihiniodes hastifera \| \| \| \| \| \| Daihiniodes larvale \| \| \| \| |
|             | Daihiniodes hastifera                                                         |
|             |                                                                               |
|             | Daihiniodes larvale                                                           |
|             |                                                                               |